# Робертсон, Джорджанна
Джорджанна Робертсон (англ. Georgianna Robertson; 23 марта 1972, Порт-Мария) — американская топ-модель и актриса.

## Биография
Джорджанна Робертсон родилась в городе Порт-Мария, на острове Ямайка и вместе с семьей эмигрировала в США в 1984 г. Она живёт и работает в Нью-Йорке.

## Карьера
- Работала на подиуме для Yves Saint Laurent,  Jean Paul Gaultier, Lanvin, Carolina Herrera, Ralph Lauren и др.
- Появлялась на обложках таких журналов, как  Vogue и ELLE
- Неоднократно участвовала в показах Victoria's Secret
- Снялась в одной из главных ролей в кинокомедии Роберта Олтмена «Высокая мода»[2].
- Снялась в американких кинофильмах  «Double Zero»  и «Save the Rabbit»
- Снялась в музыкальных клипах Ini Kamoze «Here Comes the Hotstepper» и Стиви Уандера «When Robbins Will Sing»
- Выпустила линию купальников и пляжной одежды под маркой «Georgianna Robertson»